# Home Suite Home
Home Suite Home is een Nederlandse korte film uit 2015 van Jeroen Houben. Hoofdrollen zijn weggelegd voor Gene Bervoets en Thekla Reuten. De film ging in première op het Nederlands Film Festival.

## Verhaal
Home Suite Home is het verhaal van Ludwig, een gerenommeerd hotelinspecteur die zijn leven toewijdt aan het recenseren van hotels en restaurants. Al bijna 30 jaar reist Ludwig de wereld rond en verblijft hij iedere avond - anoniem - in een andere hotelkamer. Wat voor de goegemeente als luxueus vakantieoord geldt, is voor Ludwig thuis. Maar vanuit deze ivoren toren van roomservice en wake-up calls is hij het contact met de realiteit verloren. Wanneer Ludwig’s echtgenote - die hij zelden ziet- belt om te vragen hoe het gaat, krijgt ze steevast een zure recensie te horen in plaats van een persoonlijk antwoord. Op een avond in een Parijs' hotel ontmoet Ludwig een jonge collega, Stella. De twee zijn meteen aan elkaar gewaagd, en eindigen al gauw aan de bar. De volgende ochtend wordt Ludwig wakker. Alleen. In een stapelbed in een jeugdherberg. Hij neemt een lauwe douche en schuift aan bij het karige ontbijt. Hij kijkt om zich heen en bestudeert, voor het eerst in zijn leven, niet de staat van het hotel, maar de gasten zelf. Voor even voelt Ludwig zich weer één met hen.

## Rolverdeling
- Gene Bervoets: Ludwig
- Thekla Reuten: Stella
- Slimane Dazi: receptionist
- Pascal Elso: ober